# Kust

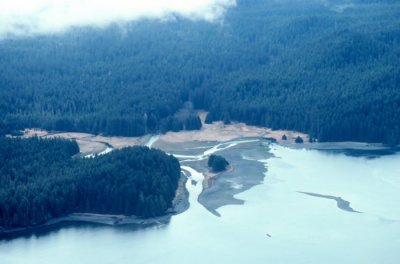
Kleine rivier met delta, Tenakee, Zuidoost Alaska NOOA, America's Coastlines Collection

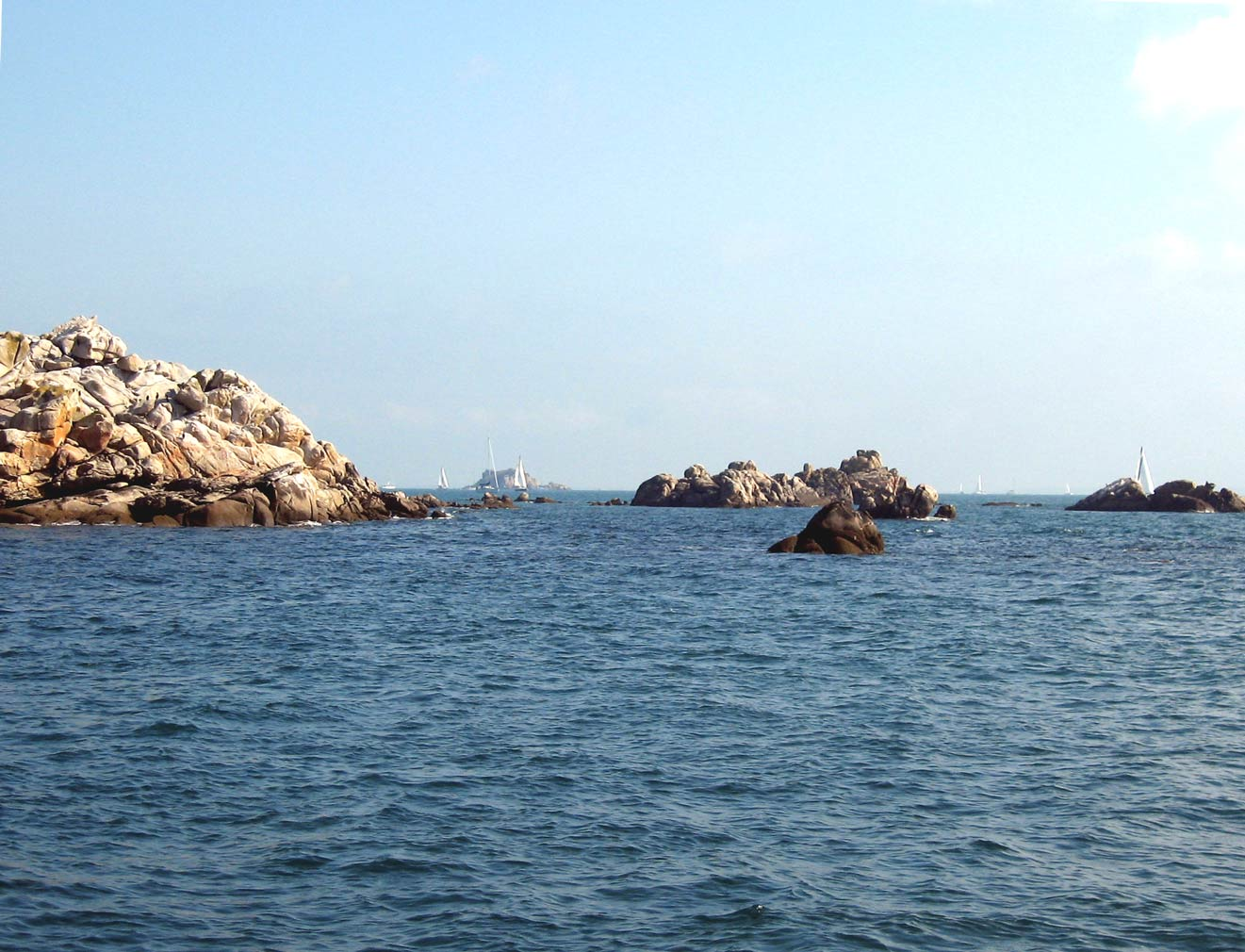
Klippen aan de Franse kust

De kust is het overgangsgebied tussen het land en de zee. Bij een meer of een rivier spreekt men van oever. Met de kust wordt ook weleens het strand bedoeld.

## Kustlijnhandhaving
In Nederland wordt de erosie van de kustlijn vrijwel alleen nog bestreden met zandsuppleties. Het langs de kust aanwezige zand (in bijzondere gevallen ook klei of veen) wordt door het water verplaatst. Door deze verplaatsing heeft een zachte kust een hoge dynamiek. Bij een hogere afvoer dan aanvoer van grondstoffen of door een (gedeeltelijk) geblokkeerde verstoorde brandingsstroom of getijstroom vindt erosie plaats. Te grote erosie van de kust kan leiden tot het plaatselijk terugtrekken van de kustlijn landinwaarts. Uiteindelijk kan het achterland daardoor overstromen. Dat komt doordat Nederland deels onder het NAP ligt.
De Nederlandse kust wordt op verschillende manier beschermd en beheerd. Er wordt onderscheid gemaakt tussen harde weringen en zachte weringen. Harde weringen zijn sturingselementen, zoals dijken, dammen, pieren en kades. Door de aanleg van sturingselementen kunnen er nieuwe duinen ontstaan. Voorbeelden hiervan zijn het Kennemerstrand en het strand rond de Eijerlandsedam op de noordpunt van Texel. Zachte weringen zijn bijvoorbeeld duinen en aangebrachte zand suppleties. De zandmotor voor de kust van Kijkduin is hiervan een voorbeeld.

## Kustbeheer
Het beheer van de kust houdt meer in dan alleen het handhaven van de kustlijn. Een vorm van kustbeheer kan ook zijn de kust gecontroleerd laten eroderen. In veel landen wordt daarvoor gekozen. Daarnaast omvat kustbeheer ook niet-waterstaatkundige zaken, zoals het omgaan met kustrecreatie, natuurbeheer in de kustzone; kortom alle aspecten van ruimtelijke planning in de kustzone. Vaak wordt hiervoor (ook in Nederland) de term coastal zone management (integraal kustbeheer) gebruikt. Omdat Nederland een goed ontwikkeld systeem van ruimtelijke planning kent, wordt hier vaak de ruimtelijke planning als onderdeel van de ruimtelijke ordening gezien, en heeft men de neiging om de term kustbeheer te beperken tot de waterstaatkundige aspecten. In de Verenigde Staten was er traditioneel een heel zwakke ruimtelijke ordening, maar werd met name in de volle kustzone de noodzaak gevoeld om hier iets aan ruimtelijke planning te doen. Dit werd daar toen Coastal Zone Management genoemd.

## Kust en bewoning
Ondanks de gevaren die samenhangen met het leven langs de kust, worden toch de grootste bevolkingsconcentraties langs de kusten gevonden. Vooral kusten die makkelijk eroderen zijn daarbij favoriet, omdat deze gevormd zijn door de uitslag (afzet van vruchtbare grondstoffen) van rivieren. Denk dan bijvoorbeeld aan de Rijndelta (Nederland), Gangesdelta (India/Bangladesh) en de Thamesdelta (Engeland). Het land langs de kust heeft verschillende voordelen ten opzichte van land verder landinwaarts:
- De kuststrook is vruchtbaarder.
- De kuststrook is makkelijk bereikbaar via het water.
- De kuststrook heeft door de invloed van de zee een gematigder klimaat.

Het risico van overstroming wordt op de koop toe genomen omdat dit enerzijds tegengegaan kan worden door maatregelen (vroeger terpen, wierden, tegenwoordig dijken, duinen, deltawerken) en het anderzijds minder kost dan dat het opbrengt (economisch motief).

## Kustsoorten
- boogkust
- deltakust
- duinkust
- fjordenkust
- guirlandekust
- haffenkust
- limankust
- ríakust
- scherenkust
- waddenkust
- klifkust
- aanslibbingskust